# Bodo Middeldorf

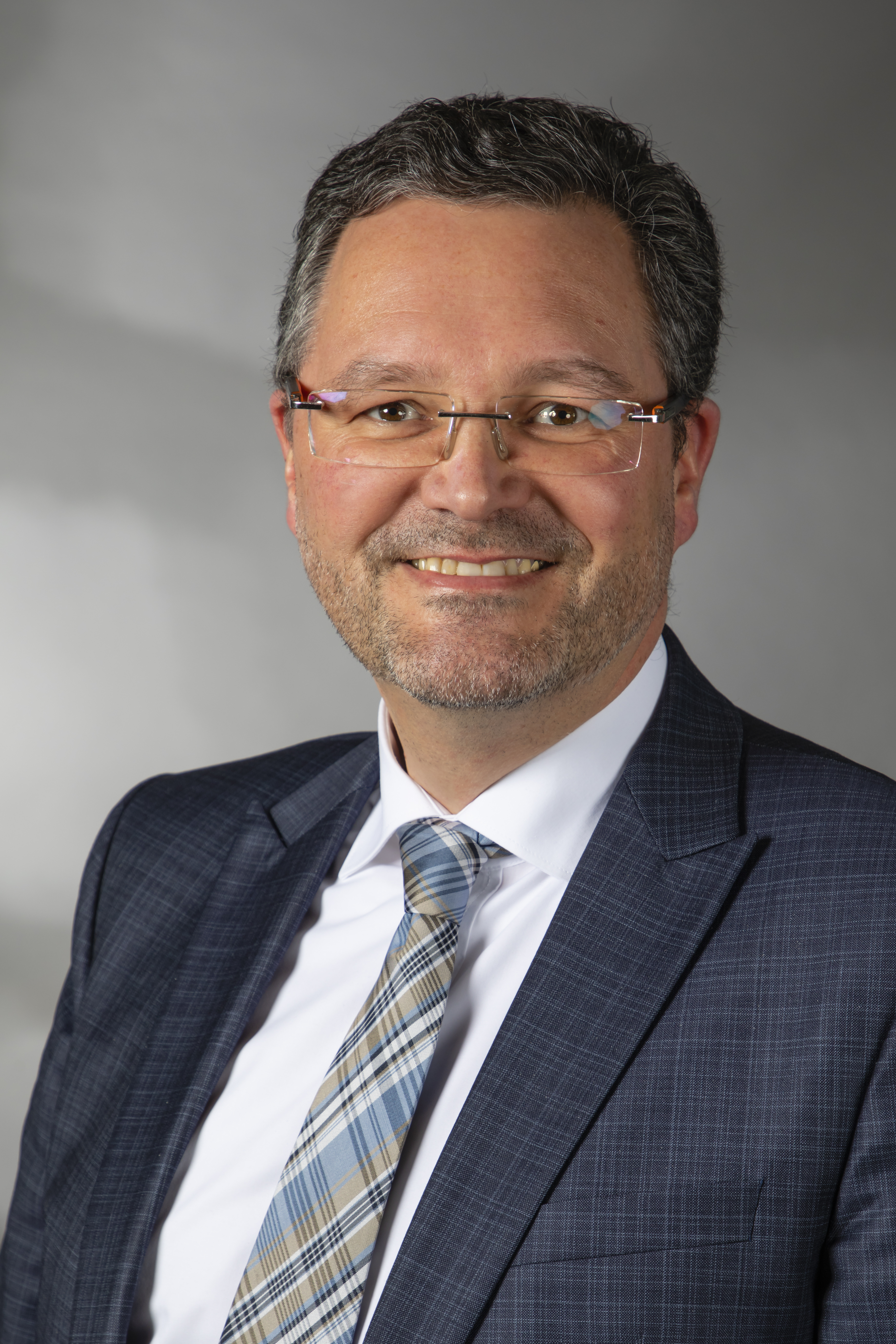

Bodo Middeldorf (* 13. März 1967 in Wuppertal) ist ein ehemaliger deutscher Politiker (FDP). Er war von 2017 bis 2021 Abgeordneter im Landtag Nordrhein-Westfalen.

## Leben
Middeldorf absolvierte ein Studium der Volkswirtschaftslehre mit Abschluss Diplom an der Universität Trier. Von 2007 bis 2017 war er Geschäftsführer der Bergischen Struktur- und Wirtschaftsförderungsgesellschaft mbH mit Sitz in Solingen. Seit 2021 ist er Geschäftsführer der Zukunftsagentur Rheinisches Revier GmbH.

## Politik
Middeldorf gehört der FDP seit 1992 an und bekleidet verschiedene Ämter auf Kreis- und Bezirksebene. Er hat ein Mandat im Stadtrat von Sprockhövel inne und ist dort Fraktionsvorsitzender seiner Partei. Bei der Landtagswahl in Nordrhein-Westfalen 2017 erhielt er ein Mandat über die Landesliste seiner Partei. Im Landtagswahlkreis Ennepe-Ruhr-Kreis I erreichte er 9,8 % der Erststimmen, nachdem er bereits bei der Landtagswahl 2005 Direktbewerber der Liberalen in diesem Wahlkreis gewesen war und damals 6,4 % der Stimmen auf sich vereinen konnte. Im April 2021 legte er sein Mandat nieder. Für ihn rückte Claudia Cormann in den Landtag nach.